# Тіло брехні (фільм)
Тіло брехні (англ. Body of Lies) — американський шпигунський фільм Рідлі Скотта, що вийшов у 2008 році. Головні ролі виконали Леонардо ДіКапріо та Рассел Кроу. Фільм базується на романі Девіда Ігнатіуса, що розповідає про події на Близькому Сході.

## У ролях
| Актор              | Роль            |
| ------------------ | --------------- |
| Леонардо Ді Капріо | Роджер Ферріс   |
| Рассел Кроу        | Ед Гофман       |
| Марк Стронг        | Хані Салаам     |
| Гольшіфте Фарахані | Айша            |
| Оскар Айзек        | Бассам          |
| Алі Суліман        | Омар Садікі     |
| Саймон Макберні    | Гарланд         |
| Аннабелль Волліс   | дівчина Хані    |
| Майкл Стулбарг     | адвокат Ферріса |

## Касові збори
У США фільм отримав $39,394,666, за кордоном — $75,702,620 (загалом — $115,097,286).

## Кінокритика
На сайті Rotten Tomatoes стрічка «Тіло брехні» отримала 52 % (99 схвальних відгуків і 93 несхвальних). На сайті Metacritic фільм отримав оцінку в 57 балів.

## Саундтрек
Автором саундтреку до фільму є композитор Марк Стрейтенфелд.
| #   | Назва                                    | Тривалість |
| --- | ---------------------------------------- | ---------- |
| 1.  | «Білий Кит (White Whale)»                | 2:14       |
| 2.  | «Покарання (Punishment )»                | 1:36       |
| 3.  | «До Амману (To Amman)»                   | 2:42       |
| 4.  | «Аїша (Aisha )»                          | 2:11       |
| 5.  | «(All By Himself)»                       | 1:32       |
| 6.  | «(Burning Safehouse)»                    | 1:46       |
| 7.  | «Ал-Салім (Al-Saleem)»                   | 2:05       |
| 8.  | «(Manchester Raid)»                      | 2:40       |
| 9.  | «Полювання (Chased )»                    | 1:35       |
| 10. | «Промова АНБ (NSA Speech )»              | 2:46       |
| 11. | «Катування (Tortured )»                  | 2:13       |
| 12. | «Мертве Море (Dead Sea)»                 | 1:16       |
| 13. | «Без дотику (No Touch)»                  | 1:21       |
| 14. | «(I Am Out )»                            | 2:37       |
| 15. | «(Rabid Dogs)»                           | 2:49       |
| 16. | «(Lost Vision)»                          | 2:00       |
| 17. | «Ніколи мені не бреши (Never Lie To Me)» | 1:14       |
| 18. | «(I Shutter To Think)»                   | 2:27       |
| 19. | «(Half Steps)»                           | 1:28       |
| 20. | «(Making The Call)»                      | 1:11       |
| 21. | «Моя помилка (My Fault)»                 | 1:53       |
| 22. | «Зрада (Betrayal)»                       | 3:31       |